# Thomas Knoll
Thomas Knoll (nacido el 14 de abril de 1960) es un ingeniero de software estadounidense que creó Adobe Photoshop. Inició el desarrollo de rutinas de procesamiento de imágenes en 1988. Después de que Knoll creara las primeras rutinas básicas, se las mostró a su hermano, John Knoll, que trabajaba en Industrial Light and Magic. A John le gustó lo que vio, sugirió nuevas características, y alentó a Tom a agruparlas en un paquete con una interfaz gráfica de usuario. En 1989, John vendió con éxito el programa a Adobe Systems, que lo dio a conocer como Photoshop.
Thomas Knoll fue el desarrollador principal hasta la versión CS4, y actualmente contribuye a trabajar en el complemento Camera Raw para procesar imágenes en formato raw de las cámaras.
Knoll nació y se crio en Ann Arbor, Míchigan, y se graduó de la Universidad de Míchigan.
La versión de Adobe Photoshop CC 2015, que se lanzó el 15 de junio de 2015, fue dedicada a Thomas Knoll y su hermano.